# Ericq Pierre
Ericq Pierre (né en 1945?) est un économiste haïtien travaillant pour la Banque interaméricaine de développement. Il a été nommé Premier ministre par le président René Préval en 1997 et 2008, sans succès.

## Biographie
Pierre vit à Washington, DC, où se trouve la Banque interaméricaine de développement, et agit en tant que conseiller auprès de la Banque pour Haïti. En pleine crise politique  à la suite de la démission du Premier ministre Rosny Smarth, Pierre a été nommé Premier ministre par le président Préval en 1997  mais la Chambre des députés a rejeté la nomination le 26 août 1997, avec 43 voix contre, neuf pour et huit abstentions. L'incapacité de Pierre à démontrer que ses grands-parents étaient de nationalité haïtienne en présentant leurs actes de naissance et son soutien à un plan économique impliquant une privatisation et des licenciements à grande échelle d'employés de l'État ont contribué à sa défaite.
Après la défaite du Premier ministre, Jacques-Édouard Alexis, le 12 avril 2008, Préval a nommé Pierre pour une deuxième fois Premier ministre, le 27 avril 2008. Aux Cayes, le 5 mai, les chefs des émeutes qui avaient eu lieu en avril contre les prix élevés des denrées alimentaires ont exigé l’installation d’un nouveau Premier ministre et d'un gouvernement dans la semaine qui suivrait, menaçant de nouvelles violences si cela n’arrivait pas.
Le Sénat a approuvé la nomination de Pierre le 7 mai, avec 17 voix pour, deux abstentions et aucune opposition. La candidature devait encore être approuvée par la Chambre des députés. Dans un entretien avec Associated Press, Pierre a souligné la nécessité de stratégies à long terme pour faire face à la pauvreté croissante provoquée par la hausse des prix des denrées alimentaires.
La Chambre des députés a rejeté la candidature de Pierre le 12 mai. Il y a eu 51 votes contre lui et 35 pour, neuf députés s'étant abstenus. En conséquence, Préval a dû nommer quelqu'un d'autre. Le député de l'opposition, Levaillant Louis Jeune a déclaré que les députés "ne croyaient pas vraiment au plan qu'il avait pour la population de ce pays". En outre, comme en 1997, des questions se sont posées sur les documents de nationalité de Pierre.
S'exprimant à l'Hôtel Montana de Port-au-Prince le 15 mai, Pierre a affirmé que des députés corrompus avaient empêché sa candidature de réussir car il n'avait pas voulu négocier avec eux ni satisfaire leurs demandes d'argent, de projets et de fonctions au sein du gouvernement. Il était indifférent au problème de la nationalité.
Depuis mars 2016, Pierre est ministre des affaires étrangères dans le cabinet de Fritz Jean .